# Ель-Мукалла
Ель-Мукалла (араб. المكلا) — місто та морський порт Ємену, що знаходиться на узбережжі Аденської затоки. Ель-Мукалла — адміністративний центр мухафази Хадрамаут і другий, після Адену, порт південного Ємену.

## Історія
Місто засноване в 1035 році як рибальське поселення. До середини XI століття Хадрамаут входив до складу Оману, а потім до складу Ємену. На початку XIX століття на територію Хадрамауту проникли вахабіти.
З другої половини XVIII століття по першу половину XX століття Мукалла була столицею Султанату Хадрамаут, який в різні часи входив до Британського Протекторату Південної Аравії.

## Райони
Сьогодні до старого міста Ель-Мукалли приєдналися нові квартали Нового Міста, збудованого навколо каналу. Між Старим та Новим містом знаходиться палац султанів Куайті (найбільша родина султанів Південного Ємену). Палац існував ще в середині XX століття. Майдан навпроти має назву Майдан Правосуддя. За палацом, біля гір розташоване Управління поліції. Сьогодні Старе, Нове міста та райони навколо палацу злилися в єдине місто.
|                                   |                                     |             |        |                              |
| Торгівля на вулицях Старого міста | Палац султанів Куайті в Ель-Мукаллі | Старе місто | Мечеть | Східна частина Старого міста |

## Населення
Населення міста у 2006 році становило 176 942 осіб. На вулицях жінки традиційно закривають обличчя, тільки молоді дівчата, до настання повноліття ходять без паранджі, тому про красу місцевих жінок судять з краси маленьких дівчат.
|  |  |  |  |  |  |
|  |  |  |  |  |  |